# Ronald Herrera
Ronald José Herrera Aular (né le 3 mai 1995 à Maracay, Aragua, Venezuela) est un lanceur droitier de la Ligue majeure de baseball.

## Carrière
Ronald Herrera signe son premier contrat professionnel en décembre 2011 pour 20 000 dollars US avec les Athletics d'Oakland. Herrera joue ses deux premières saisons professionnelles (2012 et 2013) et le début d'une autre (2014) en ligues mineures avec des clubs affiliés aux Athletics. Le 28 mai 2014, les Athletics le transfèrent aux Padres de San Diego pour compléter la transaction survenue le 15 mai précédent, dans lequel Oakland avait cédé Jake Goebbert et promis un joueur à nommer plus tard aux Padres en échange de Kyle Blanks. Le 11 novembre 2015, San Diego échange Herrera aux Yankees de New York contre José Pirela.
Ronald Herrera fait ses débuts dans le baseball majeur avec les Yankees le 14 juin 2017.